# Thomas Taylor (neoplatonista)
Thomas Taylor (Londres, 15 de maio de 1758 — Londres, 1 de novembro de 1835) foi um tradutor de inglês e neoplatônico, o primeiro a traduzir para o inglês as obras completas de Aristóteles e de Platão, bem como os fragmentos órficos.

## Biografia
Thomas Taylor nasceu na cidade de Londres em 15 de maio de 1758, filho de Joseph Taylor, um tecelão de espartilhos, e de sua esposa Mary (nascida Summers). Ele foi educado na St. Paul's School, e dedicou-se ao estudo dos clássicos e da matemática. Depois de primeiro trabalhar como balconista no Banco de Lubbock, ele foi nomeado secretário assistente da Sociedade para o Incentivo da Arte (precursora da Royal Society of Arts), na qual ele fez muitos amigos influentes, que forneceram os meios para publicar suas várias traduções, que além de Platão e Aristóteles, incluem Proclo, Porfírio, Apuleio, Ocellus Lucanus e outros neoplatonistas e pitagóricos. Seu objetivo era a tradução de todos os escritos não traduzidos dos antigos filósofos gregos.
Taylor era um admirador do helenismo, especialmente no arcabouço filosófico fornecido por Platão e os neoplatônicos Proclo e o "mais divino" Jâmblico, cujas obras ele traduziu para o inglês. Tão afeito era ele dos antigos, que ele e sua esposa conversavam entre si apenas no grego clássico.
Ele também foi uma voz sincera contra a corrupção no cristianismo de seus dias, e o que ele via como sua superficialidade. Taylor foi ridicularizado e adquiriu muitos inimigos, mas em outros locais ele foi bem recebido. Entre seus amigos estava o excêntrico viajante e filósofo John "Walking" Stewart, cujas reuniões Taylor tinha o hábito de frequentar.

## Família
Taylor casou-se com sua amada de infância Mary Morton, filha de John Morton, em 1777, e eles tiveram filhos George Burrow Taylor (nascido em 1779), John Buller Taylor (1781), William Grainger Taylor (1783-1785), Mary Joseph Taylor (1789) e Thomas Taylor (1791). Sua filha mais velha, Mary Meredith Taylor (1787-1861), recebeu o nome de seu generoso patrono, William Meredith, e casou-se com um dono de armarinho, Samuel Beverly Jones. Sua esposa Mary morreu em 1809. Ele se casou novamente, e sua segunda esposa Susannah morreu em 1823. De seu segundo casamento, ele teve um filho, Thomas Proclus Taylor (nascido em 1816).
Thomas Taylor morreu em Walworth.

## Influência
Os textos que ele usou foram editados desde o século XVI, mas foram interrompidos por lacunas; A compreensão de Taylor dos platonistas informou suas emendas sugeridas. Suas traduções foram influentes em William Blake, Percy Bysshe Shelley e William Wordsworth. Nas edições americanas, eles foram lidos por Ralph Waldo Emerson, Bronson Alcott e GRS Mead, secretário de Helena Blavatsky, da Sociedade Teosófica.
Taylor também publicou vários trabalhos originais sobre filosofia (em particular, o neoplatonismo de Proclo e Jâmblico) e matemática. Esses trabalhos foram republicados (alguns pela primeira vez desde a vida de Taylor) pela Prometheus Trust.
Parece que ele e sua esposa foram senhores de terra em Walworth no final da década de 1770 para uma família que incluía Mary Wollstonecraft, de 18 anos; Não está claro se a futuro autora de Uma reivindicação dos direitos da mulher realmente conheceu os Taylors, pois nessa idade ela saiu de casa para trabalhar como acompanhante de dama. A consideração da magnum opus de Wollstonecraft, em 1792, juntamente com "Rights of Man", de Thomas Paine, inspiraram Taylor em seu livro A Vindication of the Rights of Brutes: se homens e mulheres têm direitos, por que não animais também?

## Lista de trabalhos
- 1780
  - The Elements of a New Method of Reasoning in Geometry, applied to the Rectification of the Circle
- 1782
  - Ocellus Lucanus on the Nature of the Universe (see 1831 for later edition)
- 1787
  - The Mystical Initiations or Hymns of Orpheus, with a preliminary Dissertation on the Life and Theology of Orpheus
  - Concerning the Beautiful; or, a paraphrase translation from the Greek of Plotinus, Ennead I. Book VI.
- 1788-89
  - The Philosophical and Mathematical Commentaries of Proclus on the First Book of Euclid's Elements, and his Life by Marinus. With a preliminary Dissertation on the Platonic Doctrine of Ideas. To which are added A History of the Restoration of the Platonic Theology by the later Platonists, 2 vols. (see 1792 for second revised edition)
- 1790
  - A Dissertation on the Eleusinian and Bacchic Mysteries
- 1792
  - A Vindication of the Rights of Brutes
  - The Phædrus of Plato: A Dialogue Concerning Beauty and Love
  - An Essay on the Beautiful, from the Greek of Plotinus
  - The Philosophical and Mathematical Commentaries of Proclus on the First Book of Euclid's Elements, and his Life by Marinus. With a preliminary Dissertation on the Platonic Doctrine of Ideas. To which are added A History of the Restoration of the Platonic Theology by the later Platonists, 2 vols.
- 1793
  - Sallust on the Gods and the World, and the Pythagoric Sentences of Demophilus, and Five Hymns by Proclus; to which are added Five Hymns by the translator.
  - Two Orations of the Emperor Julian, one to the Sovereign Sun, and the other to the Mother of the Gods; with Notes and a copious Introduction
  - Four Dialogues of Plato: The Cratylus, Phædo, Parmenides and Timæus.
- 1794
  - Pausanias's Description of Greece (see 1824 for second edition, enlarged)
  - Five Books of Plotinus, viz. On Felicity; on the Nature and Origin of Evil; on Providence; on Nature, Contemplation, and the One; and on the Descent of the Soul.
- 1795
  - The Fable of Cupid and Psyche; to which are added a Poetical Paraphrase on the Speech of Diotima in the Banquet of Plato; Four Hymns, With an Introduction, in which the meaning of the Fable is unfolded.
- 1801
  - Aristotle's Metaphysics, to which is added a Dissertation on Nullities and Diverging Series
- 1803
  - Hedric's Greek Lexicon (Graecum Lexicon Manuale, primum a Benjamine Hederico)
- 1804
  - Four letters from Thomas Taylor, the Platonist, to Charles Taylor, Secretary of the Society of Arts, 1800-1804.
  - An Answer to Dr. Gillies's Supplement to his New Analysis of Aristotle's Works
  - The Dissertations of Maximus Tyrius, 2 vols.
  - The Works of Plato, viz. His Fifty-Five Dialogues and Twelve Epistles, 5 vols.
- 1805
  - Miscellanies in Prose and Verse, containing the Triumph of the Wise Man over Fortune according to the doctrine of the Stoics and Platonists; the Creed of the Platonic Philosopher; a Panegyric on Sydenham (see 1820 for 2nd Edition, with additions)
- 1806
  - Collectanea; or Collections consisting of Miscellanies inserted in the European and Monthly Magazines. With an Appendix containing some Hymns never before printed.
- 1807
  - The Treatises of Aristotle on the Heavens (see also v.7 of The Works of Aristotle, 1812)
- 1809
  - The Elements of the true Arithmetic of Infinites. In which all the Propositions on the Arithmetic of Infinites invented by Dr. Wallis relative to the summation of fluxions are demonstrated to be false, and the nature of infinitesimals is unfolded.
  - The History of Animals of Aristotle and his Treatise on Physiognomy (see also v.8 of The Works of Aristotle, 1812)
  - The Arguments of the Emperor Julian against the Christians, to which are added Extracts from the other Works of Julian relative to the Christians.
- 1810
  - The Commentaries of Proclus on the Timæus of Plato (see 1820 for 2nd edition)
- 1811
  - The Rhetoric, Poetic and Nicomachean Ethics of Aristotle (see 1818 for 2nd edition)
- 1812
  - The Works of Aristotle, with copious Elucidations from the best of his Greek Commentators, 9 vols.
  - A Dissertation on the Philosophy of Aristotle
- 1816
  - A Dissertation on the Eleusinian and Bacchic Mysteries (2nd Edition)
  - Theoretic Arithmetic, in three books, containing the substance of all that has been written on this subject by Theo of Smyrna, Nicomachus, Iamblicus, and Boetius.
  - The Six Books of Proclus, the Platonic Successor, on the Theology of Plato, 2 vols.
- 1817
  - Remarks on the Dæmon of Socrates (article)
  - Use of Arches Known Among the Ancients (article)
  - Select Works of Plotinus, and Extracts from the Treatise of Synesius on Providence. With an Introduction containing the substance of Porphyry's Life of Plotinus
- 1818
  - Collection of the Chaldean Oracles (articles)
  - Orphic Fragments, hitherto inedited (article)
  - Remarks on the Passage in Stobæus (article)
  - On a Peculiar Signification of the words Demas and Soma (article)
  - The Rhetoric, Poetic and Nicomachean Ethics of Aristotle (2nd Edition), 2 vols.
  - Iamblichus' Life of Pythagoras, or Pythagoric Life, accompanied by fragments of the Ethical Writings of certain Pythagoreans in the Doric Dialect, and a Collection of Pythagoric Sentences from Stobæus and Others
- 1819
  - On the Philosophical Meaning of the words Bios, Kimena, Energema, and Sisthema (article)
  - On the Antiquity of Alchymy (article)
  - On the Coincidence between the Belts of the Planet Jupiter and the Fabulous Bonds of Jupiter the Demiurgus (article)
- 1820
  - Important Additions to the first Alcibiades, and Timæus of Plato (article)
  - Important Discovery of the Original of many of the Sentences of Sextus Pythagoricus (article)
  - Discovery of a Verse of Homer, and Error of Kiessling (article)
  - Platonic Demonstration of the Immortality of the Soul (article)
  - On the Theology of the Greeks (article)
  - Miscellanies in Prose and Verse, containing the Triumph of the Wise Man over Fortune according to the doctrine of the Stoics and Platonists; the Creed of the Platonic Philosopher; a Panegyric on Sydenham (2nd Edition, with additions)
  - The Commentaries of Proclus on the Timæus of Plato (2nd Edition), 2 vols.
- 1821
  - On the Mythology of the Greeks (article)
  - Notice of Professor Cousin's edition of the two first books of Proclus on the Parmenides of Plato (article)
  - Iamblichus on the Mysteries of the Egyptians, Chaldeans, and Assyrians
- 1822
  - Observations on Professor Cousin's edition of the Commentaries of Proclus on the first Alcibiades of Plato (article)
  - Observations on that part of a work entitled Empedoclis et Parmenidis Fragmenta (article)
  - The Metamorphosis, or Golden Ass, and Philosophical Works of Apuleius
  - Political Fragments of Archytas, Charondas, Zaleucus, and other ancient Pythagoreans, preserved by Stobæus, and also Ethical Fragments of Hierocles, the celebrated commentator on the Pythagoric verses preserved by the same author.
- 1823
  - The Elements of a new Arithmetical Notation and of a new Arithmetic of Infinites
  - Observations on the Creuzer's edition of the Commentary of Olypiodorus on the first Alcibiades of Plato (article)
  - Observations on the Scholia of Hermeas on the Phædrus of Plato (article)
  - Select Works of Porphyry, containing his Four Books on Abstinence from Animal Food; his Treatise on the Homeric Cave of the Nymphs, and his Auxiliaries to the perception of Intelligible Natures. With an Appendix explaining the Allegory of the Wanderings of Ulysses.
- 1824
  - Emendations of the text of Plato (article)
  - Observations on the Excerpta from the Scholia of Proclus on the Cratylus of Plato (article)
  - The Mystical Hymns of Orpheus, demonstrated to be the Invocations which were used in the Eleusinian Mysteries, with Considerable Emendations, Alterations, and Additions.
  - The Description of Greece by Pausanias, 2nd edition with considerable augmentations, 3 vols.
- 1825
  - Classical Allusion [to Democrates] (article)
  - Notice of Professor Cousin's edition of the third, fourth and fifth books of Proclus on the Parmenides of Plato (article)
  - Biblical Criticism (article)
  - The Fragments that remain of the Lost Writings of Proclus
- 1829
  - Corruption of Demiurgus (article)
  - Extracts from some of the Lost Works of Aristotle, Xenocrates, and Theophrastus (article)
- 1830
  - Arguments of Celsus, Porphyry, and the Emperor Julian, against the Christians
- 1831
  - Ocellus Lucanus on the Nature of the Universe. Taurus, the Platonic Philosopher, on the Eternity of the World; Julius Firmicus Maternus of the Thema Mundi, in which the positions of the stars at the commencement of the several mundane periods is (sic) given; Select Theorems on the Perpetuity of Time by Proclus
- 1833
  - Two Treatises of Proclus, the Platonic Successor, the former consisting of ten Doubts concerning Providence, and a Solution of those Doubts, and the latter containing a Development of the Nature of Evil.
- 1834
  - Translations from the Greek of the following treatises of Plotinus: On Suicide, to which is added an Extract from the Harl. MS. of the Scholia of Olympiodorus on the Phædo of Plato respecting Suicide. Two Books on Truly Existing Being, and Extracts from his Treatise on the manner in which the multitude of ideas subsists, and concerning the Good, with additional Notes from Porphyry and Proclus.